# La Circoncision (Le Guerchin)
Pour les articles homonymes, voir La Circoncision.
La Circoncision est un tableau du Guerchin réalisé en 1646. Cette huile sur toile est conservée au musée des Beaux-Arts de Lyon.

## Description
Typique d'un classicisme postérieur au séjour à Rome de l'artiste, cette œuvre dépeint le moment où, huit jours après sa naissance, l'enfant Jésus est présenté au temple de Jérusalem afin d'être circoncis, en conformité avec les règles contenues dans la Loi mosaïque. Au centre de la composition, sur un autel sculpté recouvert d'un drap blanc comme symbole du linceul qui, plus tard, l'enveloppera après son calvaire, le jeune enfant à la tête auréolée écarte les bras et regarde vers la gauche où se tiennent ses parents : sa mère, vêtue d'une robe rouge partiellement recouverte d'un vêtement bleu vif (réalisé en lapis-lazuli), qui regarde son fils avec tendresse, les bras repliés sur sa poitrine en croix ; à la gauche de celle-ci se tient Joseph, et une servante ferme le tableau à gauche. Sur la droite se trouvent le grand prêtre, assis, en train de pratiquer la circoncision, et quatre autres individus assistant à l'événement. À l'arrière-plan, une immense arcade laisse apercevoir, sur la partie gauche, les ruines d'une ville au sommet d'une colline, tandis qu'à droite domine le bas d'une imposante colonne et son socle.

## Histoire
Ce tableau était destiné au maître-autel de l'église de Bologne et comportait originellement une partie supérieure semi-ovale de 85 × 131 cm qui dépeignait les deux autres figures de la Trinité chrétienne, conservée aujourd'hui à la Pinacothèque nationale de Bologne. La figure du grand prêtre a fait l'objet de trois études préparatoires réalisées à la plume et l'encre brune (conservées l'une à la Pinacothèque de Brera, les deux autres au château de Windsor, Royal Library), et deux dessins ont servi d'essais pour les vêtements de la Vierge.
Le tableau est entré dans les collections du musée en 1811.